# Ptyas
Ptyas là một chi trong họ Rắn nước (Colubridae). Chi này là một trong vài chi của họ Rắn nước được gọi trong dân dã là "rắn săn chuột".

## Các loài
Tại thời điểm năm 2020 người ta công nhận 13 loài thuộc chi này.
- Ptyas carinata (Günther, 1858)
- Ptyas dhumnades (Cantor, 1842) – Hắc sơn xà, Ô sao xà.
- Ptyas dipsas (Schlegel, 1837)
- Ptyas doriae Boulenger, 1888
- Ptyas fusca (Günther, 1858)
- Ptyas herminae (Boettger, 1895)
- Ptyas korros (Schlegel, 1837) – Rắn ráo. Theo Figueroa et al. (2016) thì loài này có quan hệ họ hàng gần với loài điển hình của chi Zamenis là Zamenis longissimus hơn là với các loài trong chi Ptyas.[4]
- Ptyas luzonensis (Günther, 1873)
- Ptyas major (Günther, 1858). Đồng nghĩa: Cyclophiops major. – Rắn dài lớn.
- Ptyas mucosa (Linnaeus, 1758) – Rắn hổ trâu. Loài điển hình của chi.
- Ptyas multicinctus (Roux, 1907). Đồng nghĩa: Cyclophiops multicinctus.
- Ptyas nigromarginatus (Blyth, 1854) – Rắn hổ mực
- Ptyas semicarinatus (Hallowell, 1861)